# 阿部規秀
阿部 規秀（あべ のりひで、1887年（明治20年） 9月8日 ‐ 1939年（昭和14年） 11月7日）は、日本陸軍の軍人。陸士19期。最終階級は中将。正四位勲一等功三級（追贈）。
日中戦争にて八路軍との交戦中に戦死し、中将としては帝国陸軍の創設以来初の戦死者となった。

## 経歴
青森県旧北津軽郡七和村羽野木沢(現五所川原市)出身。
1907年（明治40年）5月、陸軍士官学校を卒業。同年12月、歩兵第32連隊附少尉。第8師団副官、第18師団参謀、 仙台陸軍教導学校学生隊長、歩兵第32連隊長を経て、昭和12年8月2日 陸軍少将・歩兵第1旅団長、昭和14年6月1日、駐蒙軍隷下独立混成第2旅団長に就任。 
同年10月26日、太行山作戦に参加すべく、独立混成第2旅団から独立歩兵第2、第4大隊約1500人を率いて張家口を出発した。八路軍第120師（長：賀竜）と交戦。続いて11月3日には河北省淶源県の八路軍晋察冀軍区第一分区（司令員：楊成武）との戦闘を計画した。だが部隊は、峻険な太行山の地形を巧みに利用した八路軍のゲリラ戦法に苦戦し、部隊の救援のため11月5日夜に張家牧、6日に司各荘と更なる奥地へと進撃していき、7日に黄土嶺へと到着した。

阿部を戦死させた迫撃砲

だが撤退したと思われていた八路軍は、そこで密かに旅団を包囲網に誘い込んでいた。完全に策略に陥った阿部中将は16時ごろ第一分区第一団（団長：陳正湘）により民家付近で指揮を執っているところを発見され、同部隊配下の迫撃砲を受けた。砲弾は阿部の数歩手前で炸裂し、左腹部・両足の十数か所に致命傷を負った。しかし阿部はなおも引くことなく最期の力を振り絞って指揮を続け、同日21時50分ごろ息を引き取った。享年52。
陸大は出ておらず、（同期に第11軍司令官の塚田攻）自身の能力と人脈で将官まで上り詰めた、いわゆる「無天組」のトップといえる人物だった。
事実、温厚篤実かつ勇猛果敢な性格で、部下からの信頼も厚い人物だったとされる。
阿部中将の死後、指揮官を失った残存部隊はますます窮地に陥るが、独立混成第2旅団の残部と第26師団、第110師団続いて航空機部隊の支援を受け、包囲網を突破。逆転して劣勢となった八路軍は撤退した。
なお、この戦闘により楊成武は毛沢東より電報で称賛を受け、また阿部中将を直接攻撃した当時18歳の兵士・李二喜は、この功績により「抗日英雄」として「神砲手」の称号を与えられた。現在、この阿部を戦死させた迫撃砲は国家一級文化財に指定され、北京の中国人民革命軍事博物館に陳列されている。

## 略歴
- 1905年（明治38年）7月 - 陸軍士官学校入学
- 1907年（明治40年）
  - 5月31日 - 卒業（第19期 歩兵科）、見習士官
  - 12月26日 - 歩兵少尉、歩兵第32連隊附
- 1910年（明治43年）11月30日 - 歩兵中尉
- 1917年（大正6年）8月6日 - 歩兵大尉
- 1923年（大正12年）8月6日 - 歩兵少佐、参謀本部附[8]
- 時期不明 - 第12師団参謀[9]
- 1925年（大正14年）12月2日 - 近衛歩兵第2連隊大隊長[10]
- 1927年（昭和2年）7月1日 - 熊本陸軍教導学校附[11]
- 1929年（昭和4年）3月16日 - 歩兵中佐
- 1932年（昭和7年）4月11日 - 仙台陸軍教導学校学生隊長
- 1933年（昭和8年）8月1日 - 歩兵大佐
- 1935年（昭和10年）8月1日 - 歩兵第32連隊長
- 1937年（昭和12年）8月2日 - 少将・歩兵第1旅団長
- 1939年（昭和14年）
  - 6月1日 - 独立混成第2旅団長
  - 10月2日 - 中将

## 栄典
- 1939年（昭和14年）11月7日 - 功三級金鵄勲章・勲一等旭日大綬章・支那事変従軍記章[12]
- 勲三等瑞宝章[2]
- 功三級金鵄勲章
- 勲五等八卦章（ko）[10]

## 演じた人物
- 工藤俊作　（映画「太行山上」2005年中国、監督：偉廉，瀋東，陳建　配給：八一電影）